# Фрідріх Карл Рудольф Бергіус
Фрідріх Бергіус (нім. Friedrich Bergius; 11 жовтня 1884, поблизу Бреслау — 31 березня 1949, Буенос-Айрес) — німецький хімік-технолог.

## Біографія
Фрідріх Карл Рудольф Бергіус народився на околицях Бреслау (тепер це територія Польщі), в сім'ї Генріха і Марії (Хаазе) Бергіус. Хлопчик відвідував початкову та середню школи в розташованому неподалік Бреслау (нині польське м. Вроцлав). Там він приходив на хімічну фабрику свого батька і з великим захопленням спостерігав промислові процеси. Після закінчення середньої школи батько послав його на один з великих металургійних заводів Рура, щоб той за шість місяців ознайомився з виробництвом.
У 1903 р. Бергіус вивчав хімію в університеті Бреслау, займаючись у Альберта Ладенбурга і Ріхарда Абегга. Наступний рік він провів на військовій службі, а потім вступив до Лейпцигський університет, де під керівництвом Артура Ганча готував докторську дисертацію на тему про концентровану сірчану кислоту як розчинник. Закінчивши дисертацію, Бергіус в 1907 р. отримав в університеті Бреслау докторський ступінь.
Протягом наступних двох років Бергіус працював асистентом у Вальтера Нернста в Берлінському університеті, а потім у Фріца Габера в Карлсруе.

## Нагороди
У 1931 р. Бергіусу і Бошу спільно присудили Нобелівську премію з хімії «за заслуги з введення та розвитку методів високого тиску в хімії». Представляючи лауреатів від імені Шведської королівської академії наук, К. В. Пальмайер розповів про труднощі технічного характеру, які довелося подолати Бергіусу в ході вдосконалення технології проведення реакцій під високим тиском. Він додав, що «введення методів високого тиску в хімію являє собою епохальну подію в галузі хімічної технології».
Крім Нобелівської премії, вчений був відзначений ще декількома нагородами, зокрема престижною медаллю Лібіха Німецького хімічного товариства. Йому було також надано почесні ступені Гейдельберзького і Ганноверського університетів. Став членом Гайдельберзької академії наук.

## Родина
Бергіус був одружений з Отілою Кразерт. У них було два сини і дочка.